# Rodolfo di Besalù
Rodolfo, Radulfo in spagnolo, Rodolphe in francese, Radulf catalano. Rodolphus in latino (845 circa – 913 circa), fu Conte di Besalú dall'878 alla sua morte.

## Origine
Rodolfo, secondo lo storico Ramon de Abadal y de Vinyals era il figlio maschio terzogenito di Sunifredo I, Conte d'Urgell, Cerdanya, Osona, Besalú, Narbona, Béziers e Nîmes, duca di Settimania e marchese della marca di Spagna e di Ermessinda, come conferma anche il documento n° 31 del Recueil des chartes de l'Abbaye de La Grasse. T. I, 779-1119 inerente ad una donazione all'abbazia di Lagrasse, datato 878, in cui viene scritto che i fratelli Sisenanda, Goffredo,  Sunifredo, Rodolfo e Miró (Sesenanda, Sunicfredus, Wifredus comes, Radulfus comes, Miro comes), erano figli di Sunifredo ed Ermessinda (Sunicfredi genitoris nostri vel domnæ Ermesinde genititricis nostræ). 

Secondo la Diplomata n° CLII Ludovici Pii Imperatoris, Sunifredo I di Barcellona era figlio del conte di Urgell, Cerdagna e Osona, Borrell e della moglie di cui, secondo la Foundation for Medieval Genealogy, non si conoscono né il nome né gli ascendenti (Secondo la Family genealogy search Free family genealogy history, invece, erroneamente, era figlio del conte di Carcassonne e Razès, Bello. Quindi era fratello di Sunyer I (?-848), conte di Empúries dall'836 all'848 e del Rossiglione dall'843 all'848 e di Oliva I (?-837), conte di Carcassonne dall'817 all'837).

## Biografia
Probabilmente, tanto suo padre, Sunifredo, quanto il suo presunto fratello (zio di Rodolfo) 'Sunyer I (secondo alcune fonti), furono uccisi, tra la fine dell'848 e l'inizio dell'849, da Guglielmo di Settimania., figlio di Bernardo di Settimania, che alleato di Pipino II, si era nuovamente ribellato al re dei Franchi occidentali ed anche legittimo re d'Aquitania, Carlo il Calvo, e nell'848 aveva attaccato le contee della marca di Spagna; secondo la Crónica de San Juan de la Peña, sunifredo fu ucciso neri pressi di Narbona, dove si era recato col figlio primogenito, Goffredo, per un incontro coi rappresentanti del re.
Eliminando Sunifredo e Sunyer, Guglielmo si impadronì delle contee di Barcellona e d'Empúries; le Contee di Urgell e di Cerdagna, andarono a Salomone, un nobile di origine francese.
Suo fratello, Goffredo, ricevette il titolo di Conte di Barcellona, Osona, Rossiglione, Narbona, Agde, Magalona, Béziers e Nîmes, dopo aver partecipato alla sconfitta della ribellione (marzo-aprile 878) di Bernardo di Gotia, che ricopriva queste cariche. Al fratello, Mirò Goffredo lasciò il Rossiglione ed il Conflent, mentre, in una data imprecisata, a Rodolfo diede il villaggio di Besalú, col titolo di conte e da allora Besalú col suo territorio fu denominato contea.

Nella primavera di quello stesso 878, Rodolfo, assieme ai fratelli fece una donazione all'abbazia di Santa Maria di Lagrasse.
Il 1º dicembre 885, secondo il documento LVI della Marca Hispanica sive Limes Hispanicus, Rodolfo fece una donazione assieme alla madre, Ermessinda, al fratello, Miró il Vecchio e alla cognata, Cixilona (Ermessinda comitissa et Rodulfo comite et Mirone comite et Quixilo comitissa).
Nell'887 Rodolfo dipendeva direttamente dall'imperatore, Carlo il Grosso.
Verso la fine del secolo, Rodolfo fece una donazione all'abbazia di Santa Maria di Lagrasse, assieme alla moglie, Redlinda (Radulfo comiti et uxore sue Ralindis).
Rodolfo morì verso il 913, comunque prima del 915, anno in cui la moglie, Redlinda, confermò la donazione all'abbazia di Santa Maria di Lagrasse, fatta alla fine del secolo precedente.

A Rodolfo succedette il nipote, Miró I, figlio di Goffredo il Villoso, in quanto pare che vi fosse un accordo in tal senso; mentre un'altra teoria sostiene che il figlio, Oliva, avesse tentato una ribellione e il padre lo abbia escluso dalla successione.

## Matrimonio e discendenza
Rodolfo aveva sposato una nobile di nome Redlinda, che era figlia del conte di Empúries, Alarico I e di Rotrude, figlia di Berà, primo conte di Barcellona; il matrimonio viene confermato dal documento n° 39 del Recueil des chartes de l'Abbaye de La Grasse. T. I, 779-1119 (Radulfo comiti et uxore sue Ralindis); Redlinda sopravvisse al marito, come ci viene confermato dal documento n° 47 del Recueil des chartes de l'Abbaye de La Grasse. T. I, 779-1119.

Rodolfo da Redlinda ebbe un figlio:
- Oliva († dopo il 920), citato coi genitori[16], che non succedette al padre, ma i suoi discendenti non accettarono questa decisione e crearono disordini, che, nel 957, causarono la morte del conte, Goffredo II[15][18][19].

## Ascendenza
|                           |                          |                  | Genitori |  |  | Nonni |  |  | Bisnonni |  |  | Trisnonni |  |
|                           |                          |                  |          |  |  |       |  |  | …        |  |  | …         |  |
|                           |                          |                  |          |  |  |       |  |  | …        |  |  | …         |  |
|                           |                          | …                |          |  |  |       |  |  | …        |  |  |           |  |
| Borrell di Osona          |                          |                  |          |  |  |       |  |  | …        |  |  |           |  |
|                           |                          | …                | …        |  |  |       |  |  |          |  |  |           |  |
|                           |                          | …                | …        |  |  |       |  |  |          |  |  |           |  |
|                           |                          | …                | …        |  |  |       |  |  |          |  |  |           |  |
| Sunifredo I di Barcellona |                          | …                |          |  |  |       |  |  |          |  |  |           |  |
|                           |                          | …                | …        |  |  |       |  |  |          |  |  |           |  |
|                           |                          | …                | …        |  |  |       |  |  |          |  |  |           |  |
|                           |                          | …                | …        |  |  |       |  |  |          |  |  |           |  |
| …                         |                          | …                |          |  |  |       |  |  |          |  |  |           |  |
|                           |                          | …                | …        |  |  |       |  |  |          |  |  |           |  |
|                           |                          | …                | …        |  |  |       |  |  |          |  |  |           |  |
|                           |                          | …                | …        |  |  |       |  |  |          |  |  |           |  |
| Rodolfo di Besalù         |                          | …                |          |  |  |       |  |  |          |  |  |           |  |
|                           | Enguerrand delle Fiandre | Carlo il Giovane |          |  |  |       |  |  |          |  |  |           |  |
|                           | Enguerrand delle Fiandre | Carlo il Giovane |          |  |  |       |  |  |          |  |  |           |  |
|                           | Enguerrand delle Fiandre | …                |          |  |  |       |  |  |          |  |  |           |  |
| Odacre                    | Enguerrand delle Fiandre |                  |          |  |  |       |  |  |          |  |  |           |  |
|                           |                          | …                | …        |  |  |       |  |  |          |  |  |           |  |
|                           |                          | …                | …        |  |  |       |  |  |          |  |  |           |  |
|                           |                          | …                | …        |  |  |       |  |  |          |  |  |           |  |
| Ermessinda                |                          | …                |          |  |  |       |  |  |          |  |  |           |  |
|                           |                          | …                | …        |  |  |       |  |  |          |  |  |           |  |
|                           |                          | …                | …        |  |  |       |  |  |          |  |  |           |  |
|                           |                          | …                | …        |  |  |       |  |  |          |  |  |           |  |
| …                         |                          | …                |          |  |  |       |  |  |          |  |  |           |  |
|                           |                          | …                | …        |  |  |       |  |  |          |  |  |           |  |
|                           |                          | …                | …        |  |  |       |  |  |          |  |  |           |  |
|                           |                          | …                | …        |  |  |       |  |  |          |  |  |           |  |
|                           |                          | …                |          |  |  |       |  |  |          |  |  |           |  |

### Fonti primarie
- (LA)  Rerum Gallicarum et Francicarum Scriptores, Tomus VI.
- (LA)  Recueil des chartes de l'Abbaye de La Grasse. T. I, 779-1119.
- (LA)  Marca Hispanica sive Limes Hispanicus, 1688.
- (LA)  Crónica de San Juan de la Peña.

### Letteratura storiografica
- René Poupardin, I regni carolingi (840-918), in «Storia del mondo medievale», vol. II, 1999, pp. 583–635
- (LA)  Coleccion diplomatica del Contado de Besalù, Tomo XV-IV, de Olot, 1907.